# Pachybrachis elegans
Pachybrachis elegans é uma espécie de insetos coleópteros polífagos pertencente à família Chrysomelidae.
A autoridade científica da espécie é Graells, tendo sido descrita no ano de 1851.
Trata-se de uma espécie presente no território português.